# ニューヨーク・カーネギー財団
ニューヨーク・カーネギー財団（英語: Carnegie Corporation of New York）とは、慈善家アンドリュー・カーネギーにより「知識・理解の発達と普及」を目的として1911年に設立された財団である。
財団は様々な組織の設立・寄贈に携わっており、カーネギー図書館、全米研究評議会、ハーバード大学ロシア研究センター、セサミワークショップ、カーネギー国際平和基金、カーネギー教育振興財団、カーネギー研究所などがある。